# Josepa Cuevas i Masip
Josepa Cuevas i Masip, coneguda com a Pepita Cuevas, (Barcelona, 30 de març de 1942 - Barcelona, 13 de març de 2014) fou una patinadora catalana de velocitat sobre rodes.
Considerada com la millor patinadora de velocitat catalana de la història, va començar a practicar el patinatge el 1959 amb 17 anys. Durant la seva trajectòria esportiva, va guanyar 4 campionats del Món (500, 3.000 i 5.000 m el 1967 i 3.000 m el 1968), essent la primera espanyola que es proclamà campiona del món de qualsevol esport, quatre medalles de plata i tres de bronze, dos plates en campionats europeus, 31 campionats estatals i 48 de catalans. Pel que fa a clubs, va pertànyer al Picadero Jockey Club de Barcelona. Competí amb d'altres destacades patinadores com Antonia Cuevas, Pepita Coy i Mercedes Abril. Va retirar-se de la competició l'any 1980.
Com a reconeixement dels seus èxits, va rebre l'any 1968 la medalla d'or al mèrit esportiu. També va rebre el premi al millor esportista espanyol de l'any de Mundo Deportivo els anys 1965 i 1967. També va exercir com a seleccionadora estatal i com a tècnica de club en patinatge de velocitat fins a l'any 2003.